# Черноснежка
Черноснежка (венг. Hófehér) — венгерский мультфильм Йожефа Неппа для взрослых 1984 года, ставший одним из легендарных и всемирно известных произведений венгерской мультипликации наряду с «Ловушкой для кошек» и «Саффи». Мультфильм принял участие на Международном кинофестивале в Джиффони в 1984 году.

## Сюжет
Мультфильм представляет собой искаженную версию сказки о Белоснежке, о чём говорит даже само название.
В одном старом замке жили король и королева, каждый из которых вел свою, весьма необычную жизнь. Король с увлечением разводил кур, а королева предавалась чтению романов, не особенно заботясь о придворных делах. Вся работа по дому и дворцовые обязанности легли на плечи одной женщины — статс-дамы, которой со временем надоело быть в тени и выполнять прихоти властной госпожи. Она начинает строить хитроумный план, чтобы изменить расстановку сил в замке.
С развитием событий в королевстве появляется наследница, но её судьба складывается непросто. Обстоятельства приводят девушку в глухой лес, где она находит убежище в маленьком домике. Там она начинает новую жизнь среди тех, кто принимает её без предубеждений. Но за пределами леса продолжается борьба за власть, и тени прошлого всё ещё бросают свой след на её будущее.

## Над фильмом работали
- Производство: Паннония[3][4][5]
- Режиссёр: Йожеф Непп
- Сценарист: Йожеф Непп
- Оператор: Ирен Хенрик
- Композитор: Тамаш Дек
- Монтажёр: Магда Хап

## Роли озвучивали
- Ференц Каллаи — Лев Последний
- Янош Кёрменди — профессор
- Илона Береш — Арроганция (Высокомерия) I
- Иштван Станкаи — Сатир дикарь
- Дьюла Сомбати — принц Альфонс
- Петер Хауманн — придворный мастер
- Ладислао Вайда — кузнец
- Жужа Банки — леди Констанс Фридзидер / королева
- Петер Балаш — палач
- Ласло Чурка — наемник
- Тибор Криштоф — курьер
- Габор Харшаньи — Якаб
- Дьюла Балажси — дворецкий[4]
- Габриэлла Борбаш — королева
- Жужа Чала — королева
- Маргит Фёльдешши — королева
- Илона Дьёри — королева
- Андраш Мартон — Ксеркс / попугай